# Parti finlandais
Ne doit pas être confondu avec Parti des Finlandais.
Le Parti finlandais (en finnois : Suomalainen Puolue) et aussi  Parti vieux finnois (finnois : vanhasuomalaiset ou suomettarelaiset) était un parti politique de tendance fennomane et conservatrice dans le grand-duché de Finlande puis dans la Finlande indépendante. Né de la bataille linguistique en Finlande durant les années 1860, le parti cherchait à améliorer la situation de la langue finnoise dans la société finlandaise.
Ses leaders politiques étaient Johan Vilhelm Snellman, Yrjö Sakari Yrjö-Koskinen, et Johan Richard Danielson-Kalmari. La revue du parti était le journal  Suometar puis Uusi Suometar, et les membres du parti étaient parfois nommés les Suometariens (en finnois : suomettarelaiset).

## Résultats électoraux

### Élections législatives
| Année | Voix    | Voix    | Sièges   | Rang |
| ----- | ------- | ------- | -------- | ---- |
| 1907  | 243 573 | 27,3 %  | 59 / 200 | 2e   |
| 1908  | 205 892 | 25,44 % | 55 / 200 | 2e   |
| 1909  | 199 920 | 23,62 % | 48 / 200 | 2e   |
| 1910  | 174 661 | 22,07 % | 42 / 200 | 2e   |
| 1911  | 174 177 | 21,71 % | 43 / 200 | 2e   |
| 1913  | 143 982 | 19,88 % | 38 / 200 | 2e   |
| 1916  | 139 111 | 17,49 % | 33 / 200 | 2e   |
| 1917  | 299 516 | 30,17 % | 32 / 200 | 2e   |

## Personnages éminents du parti
- Johan Vilhelm Snellman (1806-1881)
- Yrjö Sakari Yrjö-Koskinen (1830-1903)
- Johan Richard Danielson-Kalmari (1853-1933)
- Lauri Ingman (1868-1934)
- Juho Kusti Paasikivi (1870-1956)
- Pentti Hiidenheimo (1875-1918)
- Onni Hallstén (1858-1937)